# 迪布海姆
迪布海姆是德国巴登-符腾堡州的一个市镇。总面积14.82平方公里，总人口1689人，其中男性846人，女性843人（2011年12月31日），人口密度114人/平方公里。